# رنتچلر (ایلینوی)
رنتچلر (به انگلیسی: Rentchler) یک منطقهٔ مسکونی در ایالات متحده آمریکا است که در شهرستان سنت کلیر، ایلینوی واقع شده‌است. رنتچلر ۳۴ نفر جمعیت دارد و ۱۴۱٫۱۲ متر بالاتر از سطح دریا واقع شده‌است.